# Isolabella
Isolabella is een gemeente in de Italiaanse provincie Turijn (regio Piëmont) en telt 414 inwoners (31-12-2004). De oppervlakte bedraagt 4,7 km², de bevolkingsdichtheid is 88 inwoners per km².

## Demografie
Isolabella telt ongeveer 154 huishoudens. Het aantal inwoners steeg in de periode 1991-2001 met 42,7% volgens cijfers uit de tienjaarlijkse volkstellingen van ISTAT.
| Jaar | Inwoneraantal |
| ---- | ------------- |
| 1991 | 279           |
| 2001 | 398           |

## Geografie
Isolabella grenst aan de volgende gemeenten: Villanova d'Asti (AT), Poirino, Valfenera (AT), Cellarengo (AT).
1. ↑  https://demo.istat.it/?l=it.